# Rosay-sur-Lieure
Rosay-sur-Lieure – miejscowość i gmina we Francji, w regionie Normandia, w departamencie Eure.
Według danych na rok 1990 gminę zamieszkiwały 452 osoby, a gęstość zaludnienia wynosiła 55 osób/km² (wśród 1421 gmin Górnej Normandii Rosay-sur-Lieure plasuje się na 489 miejscu pod względem liczby ludności, natomiast pod względem powierzchni na miejscu 450).